# Rawridge
Rawridge – przysiółek w Anglii, w Devon. Leży 31,4 km od miasta Exeter, 89,1 km od miasta Plymouth i 225,3 km od Londynu. Rawridge jest wspomniana w Domesday Book (1086) jako Rouerige/Rourige.